# خوان بابلو كوليناس
خوان بابلو كوليناس (بالإسبانية: Juan Pablo Colinas) (مواليد 2 سبتمبر 1978 في ليون - إسبانيا) لاعب كرة قدم إسباني يلعب حاليا لصالح نادي الدرجة الأولى ريال سبورتنغ خيخون الإسباني منذ 2009 في مركز حارس مرمى .

## روابط خارجية
- خوان بابلو كوليناس على موقع قاعدة بيانات كرة القدم.إي يو (الإنجليزية)
- خوان بابلو كوليناس على موقع Soccerway.com (الإنجليزية)
- خوان بابلو كوليناس على موقع كووورة
- خوان بابلو كوليناس على موقع AS.com (الإسبانية)